# Tuđemili
Tuđemili este un sat din comuna Bar, Muntenegru. Conform datelor de la recensământul din 2003, localitatea are 154 de locuitori (la recensământul din 1991 erau 140 de locuitori).

## Demografie
În satul Tuđemili locuiesc 111 persoane adulte, iar vârsta medie a populației este de 36,1 de ani (33,4 la bărbați și 38,8 la femei). În localitate sunt 34 de gospodării, iar numărul mediu de membri în gospodărie este de 4,53.
|  |

| Demografie | Demografie | Demografie |
| An         | Locuitori  | Locuitori  |
| ---------- | ---------- | ---------- |
|            |            |            |
|            |            |            |
|            |            |            |
|            |            |            |
| 1948       | 198        |            |
| 1953       | 222        |            |
| 1961       | 207        |            |
| 1971       | 202        |            |
| 1981       | 186        |            |
| 1991       | 140        | 138        |
| 2003       | 165        | 154        |

| \| Componența etnică conform recensământului din 2003[2] \| Componența etnică conform recensământului din 2003[2] \| Componența etnică conform recensământului din 2003[2] \| Componența etnică conform recensământului din 2003[2] \| Componența etnică conform recensământului din 2003[2] \| \| ----------------------------------------------------- \| ----------------------------------------------------- \| ----------------------------------------------------- \| ----------------------------------------------------- \| ----------------------------------------------------- \| \| \| \| \| \| \| \| Muntenegreni \| Muntenegreni \| \| 128 \| 83,11% \| \| Sârbi \| Sârbi \| \| 17 \| 11,03% \| \| Bosniaci \| Bosniaci \| \| 3 \| 1,94% \| \| Albanezi \| Albanezi \| \| 3 \| 1,94% \| \| necunoscută \| necunoscută \| \| 0 \| 0% \| |              |  |     |        |
| Componența etnică conform recensământului din 2003 |              |  |     |        |
| |              |  |     |        |
| Muntenegreni | Muntenegreni |  | 128 | 83,11% |
| Sârbi | Sârbi        |  | 17  | 11,03% |
| Bosniaci | Bosniaci     |  | 3   | 1,94%  |
| Albanezi | Albanezi     |  | 3   | 1,94%  |
| necunoscută | necunoscută  |  | 0   | 0%     |